# روبرت نيكسون
روبرت نيكسون (بالإنجليزية: Robert Nixon) هو مخرج أمريكي، ولد في 1954.

## وصلات خارجية
- روبرت نيكسون على موقع IMDb (الإنجليزية)
- روبرت نيكسون على موقع ميتاكريتيك (الإنجليزية)
- روبرت نيكسون على موقع روتن توميتوز (الإنجليزية)
- روبرت نيكسون على موقع ألو سيني (الفرنسية)
- روبرت نيكسون على موقع تيرنر كلاسيك موفيز (الإنجليزية)
- روبرت نيكسون على موقع أول موفي (الإنجليزية)
- روبرت نيكسون على موقع قاعدة بيانات الفيلم (الإنجليزية)
- روبرت نيكسون على موقع كينوبويسك (الروسية)